# Maria Teresa Vianello
Maria Teresa Vianello, nota anche con lo pseudonimo di Teresa Fitzgerald (Bengasi, 21 agosto 1936), è un'attrice italiana.

## Biografia
Partecipa all'edizione di Miss Universo nel 1963, ed è attiva nel mondo del cinema soprattutto fra gli anni cinquanta e sessanta. Dotata di notevole bellezza, si dimostra anche interprete capace e preparata: tra i suoi film più noti L'orribile segreto del dr. Hichcock, (1962), di Riccardo Freda.
È inoltre presente nella pubblicità della benzina Cortemaggiore, trasmessa all'interno di Carosello, nel 1958. È l'interprete femminile dello scopitone di Fred Buscaglione Che bambola! del 1957. Fa un cameo nel film La dolce vita: è l'hostess che apre il portellone dell'aereo ad Anita Ekberg.
Nel 1964 si trasferisce in Messico per sposare Josè Bolanos, famoso regista messicano. In Messico partecipa a sei film.
Alla fine degli anni novanta viene intervistata da Entertainment Tonight, una famosa trasmissione televisiva statunitense, in un lungo speciale su Marilyn Monroe. Ritornata in Italia, si dedica al teatro e rimane in attività fino agli anni novanta.

## Filmografia

### Cinema
- Rascel-Fifì, regia di Guido Leoni (1956)
- Primo applauso, regia di Pino Mercanti (1957)
- Classe di ferro, regia di Turi Vasile (1957)
- Serenatella sciuè sciuè, regia di Carlo Campogalliani (1958)
- Napoli sole mio!, regia di Giorgio Simonelli (1958)
- La dolce vita, regia di Federico Fellini (1960)
- I giganti della Tessaglia, regia di Riccardo Freda (1960)
- Il vigile, regia di Luigi Zampa (1960)
- L'orribile segreto del dr. Hichcock, regia di Riccardo Freda (1962)
- I due della legione, regia di Lucio Fulci (1962)
- I due toreri, regia di Giorgio Simonelli (1964)

### Televisione
- Peppino Girella, regia di Eduardo De Filippo (1963) - film TV
- Nero Wolfe, regia di Giuliana Berlinguer (1969) - serie TV
- Illa: Punto d'osservazione, regia di Daniele D'Anza (1981) - miniserie TV